# Райка перлинна
Райка перлинна (Hypsiboas albomarginatus) — вид земноводних з роду Райка-гладіатор родини Райкові. Інша назва «білосмуга райка».

## Опис
Загальна довжина досягає 7 см. За своєю будовою схожа на інших представників свого роду. Відрізняється лише забарвленням. Спина і горло у неї блакитно—зеленуваті. Черево чисто біле. На спині у одних тварин є білі, подібні перлинам, плями, у інших — чорні крапочки. Очне яблуко ультрамаринове з чорною зіницею, оточене сріблястою веселковою оболонкою. Пальці задніх лап помаранчево—жовтого кольору.

## Спосіб життя
Полюбляє субтропічні або тропічні вологі ліси, річки, болота, сільські сади. зустрічається на висоті до 1100 м над рівнем моря. Активна у присмерку. Живиться безхребетними, перш за все жуками, членистоногими, комахами.
Голос самця у шлюбний період нагадує пташиний крик. Самиця відкладає метає ікру в стоячі водойми, береги яких поростають травою.

## Розповсюдження
Мешкає у штатах Бразилії уздовж Атлантичного океану.